# Imperi Galàctic (La guerra de les galàxies)
L'Imperi Galàctic (19 ABY - 4 DBY) va ser la forma de govern instaurada pel canceller suprem Palpatine després de la caiguda de l'Antiga República i el final de les Guerres Clon. Després d'eliminar els Jedis mitjançant l'orde 66, i amb tot l'exèrcit clon guardant-li l'esquena, Palpatine es va autoproclamar emperador, i va convertir així la República en Imperi.
Després que la mà dreta de l'emperador Palpatine, Darth Vader, acabara amb els últims reductes dels Jedis, la senadora per Chandrila, Mon Mothma, juntament amb Bail Organa i la seva filla, la senadora per Alderaan, Leia Organa, van començar a reclutar gent per crear un moviment en contra de l'Imperi, anomenat l'Aliança per a la Restauració de la República, o l'Aliança Rebel.
La força d'aquest moviment va provocar l'inici d'un conflicte galàctic de grans dimensions, anomenat la Guerra Civil Galàctica. Quan l'Imperi va intentar utilitzar la seva super-arma (Estrella de la Mort) contra els rebels, un grup d'aquests (30 naus), del qual formava part el fill desconegut de Darth Vader, Luke Skywalker, la va destruir en el moment que estava a punt d'actuar. Aquesta batalla es va anomenar Batalla de Yavin, per efectuar-se en l'òrbita d'aquest planeta, i el seu resultat va ser tan decisiu que és el punt de partida de la cronologia galàctica.
Tres anys més tard, assabentat Vader que Luke era el seu fill, i aquest que Vader era son pare, es va produir el més gran xoc armat de la guerra. La batalla d'Endor. Allí van batallar la totalitat de la flota de l'Aliança, amb l'objectiu de destruir la segona Estrella de la Mort, construïda arran la destrucció de la primera a Yavin, i una gran part de la flota de l'Imperi.
La batalla va acabar amb la destrucció de la segona Estrella de la Mort i la mort de Palpatine, que es trobava a bord de la super-arma visitant-la. La conseqüència del resultat va ser el final de l'Imperi Galàctic, dissolt per la falta d'emperador.
Tot i així, després d'haver-se instaurat un govern de la nova república, la flota Imperial encara tenia molta força, i es va mantenir en bastants planetes. Ara eren coneguts com a Romanent Imperial. Amb els anys, però, el Romanent va perdre força en benefici de la Nova República.

## Representació

### Orígens
L'Imperi Galàctic naix de l'ensulsiada de l'Antiga República. Tot i això, les llavors es remunten a la Guerra dels Clons, l'èpica guerra entre la República i la Confederació de Sistemes Independents representada a l'Episodi II: L'Atac dels Clons i l'Episodi III: La venjança dels Sith.
En l'Episodi I: L'Amenaça Fantasma, enmig d'una disputa comercial, el bloqueig i la invasió de Naboo per part de la Federació de Comerç, el llavors senador Palpatine convenç la reina de Naboo Padmé Amidala de fer front al Senat Galàctic, per tal de fer un vot de censura contra el lideratge del Canceller de la República Finis Valorum, per la seva suposada incapacitat per a actuar amb rapidesa i així posar fi a l'ocupació de Naboo. La crisi a Naboo li permet a Palpatine ser elegit canceller.
L'expansió de l'amenaça separatista resulta clara en l'Episodi II. El Senat de l'Antiga República, la legislatura de la República, atorga a Palpatine poders d'estat d'excepció per a fer front a la crisi. Aquest conflicte permet a Palpatine romandre en el càrrec temps després que el seu mandat com a canceller acabe oficialment. Palpatine promet que li tornarà els poders al senat quan la pau i l'orde siguen restablerts a la galàxia. La seua primera orde és crear una força d'infanteria clon que acaba creant un exèrcit massiu. S'aprofita de la situació per guanyar més poder polític, i pel període de l'Episodi III ell ja és un dictador de facto.
Els Jedi comencen a desconfiar de les motivacions del canceller, tement que haja caigut sota la influència d'un Senyor Fosc dels Sith anomenat Darth Sidious. Palpatine li insisteix als Jedi que la guerra i, per tant, els seus poders extraordinaris, continuaran fins que el líder separatista, el General Grievous, siga mort. Les seues preocupacions són compartides per diversos senadors, que sospiten que Palpatine podria no tornar-li els poders al Senat com havia promès. Entre ells, dos que havien donat suport a Palpatine des de fa molt de temps, Padmé Amidala i Bail Organa. La pel·lícula acaba per revelar que Palpatine i Sidious són la mateixa persona, i que ell ha estat manipulant la República i els separatistes els uns contra els altres.
Quan el jove aprenent Anakin Skywalker descobreix que Palpatine és en realitat el misteriós Senyor Sith Darth Sidious, ell torna al temple a informar al Mestre Jedi Mace Windu sobre el que ha descelat. Windu llavors marxa amb altres mestres a detenir a Palpatine, donant instruccions a Ani de romandre al temple. Anakin ignora les prerrogatives de Mace Windu i torna a l'oficina del canceller per evitar que els Jedi el maten; Palpatine l'havia manipulat en la creença que ell tenia el poder de salvar la seua esposa embarassada, Padmé Amidala, de morir parint. Mace Windu, amb un grup de Jedi, entra a l'oficina de Palpatine i declara que ell es troba sota arrest i que el Senat determinarà el seu destí. Palpatine prescindeix de la seva falsa personalitat modesta i revela la seva naturalesa famolenca de poder, exhortant "Jo sóc el Senat!". Palpatine ràpidament crea una espasa de llum i elimina a tots excepte a Windu. Quan Anakin arriba, Windu està dret davant un Palpatine afeblit, preparat per a rebre el colp de gràcia. Anakin intervé per Palpatine tallant la mà de Mace Windu, permetent que Palpatine faça caure a Windu al buit amb un raig de La Força. Anakin es lliura doncs al costat obscur de la força, convertint-se en el tercer deixeble Sith de Palpatine, Darth Vader.
Palpatine declara traïdors als Jedi com enemics de la república, i emet l'Orde 66, una orde secreta que s'implanta en els clons per a derrocar els comandaments Jedi. Dirigits per Darth Vader, el Gran Exèrcit de la República que un temps ençà rebia órdens dels Jedi, duu a terme la Gran Purga Jedi; una massacre massiva a escala galàctica. Assentat en la seua posició de poder, Palpatine reorganitza la República com l'Imperi Galàctic, amb ell com a emperador ad eternum. El Senat dona suport amb entusiasme a Palpatine, tot i que uns pocs, com Padmé i Bail Organa, s'adonen que la llibertat consagrada per la República ha estat destruïda en el nom d'una "societat segura." Una escena eliminada en la pel·lícula ens conta sobre els dos que són els principals fundadors de l'Aliança Rebel, que més tard es presenta al capítol Una nova esperança.
Els dos Jedi restants, Obi-Wan Kenobi i Yoda, intenten contraatacar i destruir els Sith d'una vegada per totes. Yoda s'enfronta a Palpatine, i Obi-Wan té un duel amb el seu antic deixeble, ara un incipient Darth Vader. Obi-wan derrota a Vader (Anakin), però el duel de Yoda amb Palpatine arriba a un punt mort i el primer decideix fugir com la decisió més òptima, incapaç de derrotar a Darth Sidious; tots dos Jedi es veuen forçats d'anar a l'exili. Els fills de Padmé, amb la seva mare morta i el seu pare sent un Senyor Sith, són acollits per famílies adoptives fins que la força els arriba i s'enfronten al seu destí.

### Organització de poder
Amb la fi de les Guerres Clon, l'exterminació de l'Orde Jedi i la formació del Primer Imperi Galàctic, Palpatine mana amb poder absolut com a emperador. Ell conserva els poders executius concedits pel Senat a l' Atac dels Clons, cosa que li permet manar durant dècades en virtut del que equival a una llei marcial. Darth Vader és el segon al comandament de l'Emperador i el seu implacable executor principal, molt temut per tota la galàxia.
En els 19 anys entre La Venjança dels Sith i Una Nova Esperança, Palpatine governa la galàxia des dels confins del seu palau fortament custodiat a Coruscant. Durant este mateix temps, Vader viatja molt per la majoria de les regions galàctiques per a fer complir el mandat de l'emperador.
El Senat, ara conegut com el Senat Imperial, continua existint nominalment, tot i no tenir cap competència. Palpatine dissol el Senat (fora de càmera) a Una Nova Esperança després de descobrir que diversos membres del Senat són membres de la Rebel·lió. A part de Palpatine, el veritable poder en l'Imperi està en mans dels governadors regionals, governadors planetaris de sectors (els "moffs") i els Grans Moffs supervisen les col·leccions de sectors com ara el que una vegada va ser conegut com el Cercle Exterior, i més tard com el Macrosector Exterior. Després que Palpatine dissol el Senat, els governadors regionals reben formalment el control directe sobre els seus territoris planetaris.
A Una Nova Esperança, el Gran Moff Tarkin explica la filosofia de l'Imperi com "governar a través de la por a la força en comptes de amb la força en si mateixa." L'instrument d'aquest poder és el militar, el qual inclou els Stormtroopers Imperials, una gran flota de naus espacials, i l'Estrella de la Mort, una superarma de mida lunar capaç de destruir planetes sencers. Els plànols de l'Estrella de la Mort apareixen per primera vegada (a la cronologia universal) en L'Atac dels Clons i la construcció comença a la fi de La Venjança dels Sith.

#### Exèrcit Imperial
L'Exèrcit Imperial és la principal força de terra de l'Imperi Galàctic. Opera massius vehicles de combat de terra i manté guarnicions través de la galàxia.També coopera amb altres divisions de l'Imperi en una varietat d'operacions. L'Exèrcit Imperial es compon d'un nombre considerable de legions, prou com per a projectar el seu poder per tota la galàxia. Algunes de les legions estan estacionades al planeta capital de Coruscant com a part de la seguretat personal de l'emperador, mentre que altres es troben disperses entre l'Armada Imperial i les guarnicions planetàries d'arreu de la galàxia. Els oficials i la tripulació de l'Exèrcit Imperial solen portar uniformes estàndards grisos quan no porten armadura. Contràriament a la creença popular, els Stormtroopers no són de fet l'exèrcit, sinó més prompte un cos d'elit que funciona com una força de terra per l'Armada-similar a un cos de marina.

#### Armada Imperial
L'Armada Imperial, també coneguda com la Flota Imperial, era el braç militar de l'Imperi Galàctic a càrrec del manteniment de la seguretat, la pau i l'orde en la galàxia. Comandada per Darth Vader, que absorbeix les forces militars de la República Galàctica després de la declaració de la Nova Orde de Palpatine. L'organització de l'Armada Imperial s'assigna als Moffs.
En el seu apogeu, l'Armada Imperial va enviar milions de vaixells de guerra inclosos els 26000 "Destructors Estel·lars" que es mostren en la pel·lícula. Ells van complir la voluntat de l'emperador en tota la galàxia. Després de la seva derrota en la batalla d'Endor, l'Imperi Galàctic es divideix en faccions enfrontades i trossos de la Flota Imperial juntament amb ells. Encara que gran part de les restes de l'Armada Imperial van ser posteriorment reunits sota comandants imperials impressionants, l'organització militar inclosa en aquest article va deixar d'existir poc després de la mort de l'Emperador.
Les responsabilitats específiques de l'Armada Imperial inclouen la defensa dels ciutadans davant les amenaces a l'espai, com pirates, contrabandistes i contingents rebels, fent complir la voluntat imperial, i supervisant el comerç a través d'operacions de bloquejos comercials i duanes. L'Armada Imperial també realitza bombardejos orbitals, transporta grans desplegaments de forces terrestres i els dona suport espacial i aeri.
Els uniformes de l'Armada Imperial venen en una varietat de dissenys i colors en funció de la unitat, tal com el blanc per als agents secrets, però són en general d'un color gris estàndard com la resta del cos d'oficials imperials.
Els Stormtroopers operen amb l'Armada, i són desplegats com a marines de manera separada a l'exèrcit.

### Resistència i declivi
En una escena esborrada de la Venjança dels Sith, diversos senadors influents com Bail Organa d'Alderaan, Padme Amidala de Naboo, i Mon Mothma de Chandrila, es troben en secret per formar el que més tard es convertirà en l'aliança per a restaurar la República, coneguda més comunament com l'Aliança Rebel. Durant les dues dècades que tenen lloc entre La Venjança dels Sith i Una Nova Esperança, la Rebel·lió creix i es converteix en un formidable enemic dels Sith.
L'Estrella de la Mort, una estació espacial de mida lunar amb suficient potència de foc per a destruir planeta sencer, és dissenyada per a ser l'arma suprema del poder imperial. El Gran Moff Wilhuff Tarkin, el comandant de l'estació, poc després d'informar als membres de l'Exèrcit Imperial que Palpatine ha dissolt el Senat, demonstra eixe poder en Una Nova Esperança, quan destrueix Alderaan simplement com una mostra del seu poder. En l'escena cinemàtica del clímax, no obstant, l'estació és assaltada per una petita força rebel de starfighters que s'havia fet amb els plànols de l'estació. La batalla acaba amb la destrucció de l'Estrella de la Mort per part de Luke Skywalker, el qual és el primer major èxit de l'Aliança Rebel en anys en contra de l'imperi.
Després de diversos anys més de conflicte, l'Aliança finalment derroca l'Imperi en el Retorn del Jedi. En la batalla final de la pel·lícula, la Rebel·lió destrueix la segona Estrella de la Mort i un nombre de naus que contenien una gran part dels oficials d'alt rang de l'Armada Imperial. Durant esta batalla, Vader repara tots els seus errors matant a Palpatine per tal de salvar al seu fill Luke Skywalker, però és ferit mortalment en el procés.

### Successor
Després de la destrucció de la segona Estrella de la Mort, els romanents de l'Imperi es fracturen en diverses faccions. La Primera Orde és una d'estes, dirigida per antics oficials que s'adhereixen als principis de govern de l'Imperi. Ells es converteixen en la facció més important a The Force Awakens i s'enfronten a una reformada Aliança Rebel dita la Resistència.

### Llista dels emperadors en l'univers de llegenda (nocànon)

#### Imperi Galàctic
| Nom               | Duració del mandat | Nota                                               |
| ----------------- | ------------------ | -------------------------------------------------- |
| Palpatine         | 19 BBY - 4 ABY     |                                                    |
| Sate Pestage      | 4 ABY - 5 ABY      | Títol de Sobirà de l'Imperi                        |
| Paltr Carvin      | 5 ABY              | Títol de Sobirà de l'Imperi                        |
| Ysanne Isard      | 5 ABY - 8 ABY      | Títol de Sobirà de l'Imperi                        |
| Trioculus         | 5 ABY              | Autoproclamat Emperador en oposició a Ysanne Isard |
| Kadann            | 5 ABY              | Autoproclamat Emperador en oposició a Ysanne Isard |
| Mitth'raw'nuruodo | 8 ABY - 9 ABY      | Títol de Sobirà de l'Imperi                        |
| Palpatine         | 10 ABY - 11 ABY    |                                                    |
| Carnor Jax        | 11 ABY             | Títol de Sobirà de l'Imperi                        |
| Burr Nolyds       | 11 ABY             | Títol de Sobirà de l'Imperi                        |
| Xandel Carivus    | 11 ABY             | Títol d'Emperador                                  |

#### Imperi Romanent
| Nom            | Duració de mandat | Nota                           |
| -------------- | ----------------- | ------------------------------ |
| Gilad Pellaeon | 12 ABY - 41 ABY   | Títol de Cap Imperial Romanent |
| Jagged Fel     | 41 ABY - 44 ABY   | Títol de Cap Imperial Romanent |
| Vitor Reige    | 44 ABY -          | Títol de Cap Imperial Romanent |